# Saison 9 des Griffin
Chronologie
Saison 8 Saison 10
La neuvième saison de la série d'animation Les Griffin (Family Guy), composée de dix-huit épisodes, est initialement diffusée aux États-Unis du 26 septembre 2010 au 22 mai 2011 sur le réseau Fox et en simultané sur le réseau Global au Canada. En France elle a été disponible en français sur Netflix du 1er janvier 2015 au 1er janvier 2017.

## Production
La production de la neuvième saison est lancée en 2009, lors de la diffusion de la septième saison. Les producteurs exécutifs de la saison incluent Chris Sheridan, David Goodman, Danny Smith, Mark Hentemann et Steve Callaghan, aux côtés du créateur de la série Seth MacFarlane. Les showrunners de la saison sont Hentemann et Callaghan qui passent la série à la haute définition 720p dès le premier épisode de la saison.

## Invités spéciaux
- Barack Obama
- Roger d'American Dad (crossover)
- Klaus Heissler d'American Dad (crossover)

## Épisodes
| No. série | No. saison | Titres (France et Québec)                                    | Titre original                     | Réalisation     | Scénario                                      | Date de diffusion (FOX) | Dates de diffusion MCM Télétoon                                    | Code prod.      | Audience |
| --- | ---------- | ------------------------------------------------------------ | ---------------------------------- | --------------- | --------------------------------------------- | ----------------------- | ------------------------------------------------------------------ | --------------- | -------- |
| 148 | 1          | Un dîner à mourir Et tombent les invités                     | And Then There Were Fewer          | Dominic Polcino | Cherry Chevapravatdumrong                     | 26 septembre 2010       | 16 septembre 2015 (Partie 1) 17 septembre 2015 (Partie 2) Inconnue | 8ACX01 / 8ACX02 | 9,13     |
| James Woods invite les Griffin et d'autres résidents de Quahog chez lui, désirant se repentir de toutes ses mauvaises actions. Mais Stéphanie se fait tirer dessus accidentellement. James se fait poignarder lors d'une panne d'électricité.Priscilla se fait égorger et les meurtres continuent à se succéder. Lors d'une autre panne d'électricité, Muriel disparaît soudainement. Chacun se disperse pour la chercher mais elle est retrouvée morte. Derek va sur le balcon pour appeler la police et se fait matraquer et jeter du balcon avec un Golden Globe. Il est retrouvé mort dehors par le groupe. Mais Tom Tucker est accusé de tentative de meurtre. Diane Simmons est l'auteur des meurtres dans le manoir. Démasquée par Loïs, elle tente de la décapiter en la forçant à se jeter en bas de la falaise, mais Stewie sauve la vie de sa mère en décapitant Diane avec son sniper sur le toit. Diane tombe en bas de la falaise et disparaît, Stewie étant le seul à pouvoir selon lui tuer sa mère. |            |                                                              |                                    |                 |                                               |                         |                                                                    |                 |          |
| 149 | 2          | Changement de camp Gauche, Droite!                           | Excellence in Broadcasting         | John Holmquist  | Patrick Meighan                               | 3 octobre 2010          | 17 septembre 2015 Inconnue                                         | 8ACX03          | 7,98     |
| Brian désire rencontrer le Républicain Rush Limbaugh pour lui exposer son point de vue à propos d'un livre qu'il a écrit, mais quand Limbaugh lui sauve la vie d'une agression, Brian décide d'adopter les valeurs du parti Républicain, malgré les conseils de Lois. Il va même jusqu'à torturer à l'eau la candidate démocrate Nancy Pelosi, avant que Limbaugh ne lui fasse comprendre qu'il est au fond un Démocrate en le terrifiant avec l'histoire fictionnelle d'un enfant exécuté au Texas. |            |                                                              |                                    |                 |                                               |                         |                                                                    |                 |          |
| 150 | 3          | L'aventure de Carter Bon retour, Carter                      | Welcome Back Carter                | Cyndi Tang      | Wellesley Wild                                | 10 octobre 2010         | 21 septembre 2015 Inconnue                                         | 8ACX04          | 6,97     |
| Peter passe du bon temps chez ses beaux-parents quand il surprend Carter en train de tromper sa femme. Il accepte de garder le secret en échange de faire de Carter son esclave, mais lorsqu'il révèle le pot aux roses par accident, Babs demande le divorce. Peter essaie de trouver d'autres femmes à Carter mais celui-ci appelle par accident un serveur afro-américain de « Nègre » et perd toutes ses chances. Babs retrouve un vieil amant et s'apprête à l'épouser mais la venue en dernière minute de Carter lui fait reconsidérer son point de vue. |            |                                                              |                                    |                 |                                               |                         |                                                                    |                 |          |
| 151 | 4          | Halloween sur Spooner Street Halloween à Quahog              | Halloween on Spooner Street        | Jerry Langford  | Andrew Goldberg                               | 7 novembre 2010         | 22 septembre 2015 Inconnue                                         | 8ACX06          | 8        |
| Cet épisode se déroule le soir d'Halloween. Stewie veut aller récolter des friandises et Brian l'accompagne pour sa tournée. Des jeunes voyous dérobent sa récolte et Stewie veut se venger d'eux. Au cours d'une soirée organisée par les élèves de l'école secondaire, Meg embrasse Chris sans s'en rendre compte devant tout le monde. Après avoir raté ses tentatives de vengances, Stewie fait appel à Lois pour régler la situation. Peter et Joe, eux, s'amusent aux dépens de Quagmire mais Peter retourne sa veste et ennuie Joe. |            |                                                              |                                    |                 |                                               |                         |                                                                    |                 |          |
| 152 | 5          | Million Dollar Lois Chérie, tu me...                         | Baby, You Knock Me Out             | Julius Wu       | Alex Carter                                   | 14 novembre 2010        | 23 septembre 2015 Inconnue                                         | 8ACX05          | 7,06     |
| Peter est tout émoustillé à l'occasion de son anniversaire et reçoit des supers cadeaux de la part de ses amis, y compris Cleveland, qui a pris le risque de lui envoyer une carte. L'un des présents est une invitation pour un match de boxe, auquel Lois prend goût.Lois finit par remporter un combat contre une adversaire. |            |                                                              |                                    |                 |                                               |                         |                                                                    |                 |          |
| 153 | 6          | Brian, auteur de bestseller Brian écrit un bestseller        | Brian Writes a Bestseller          | Joseph Lee      | Gary Janetti                                  | 21 novembre 2010        | 24 septembre 2015 Inconnue                                         | 8ACX07          | 6,59     |
| Brian veut abandonner sa carrière d'écrivain, mais après avoir vu que les livres pouvaient devenir des best-seller, il décide d'écrire un roman. En une journée, il y parvient. Engageant Stewie comme gérant, Brian est victime de son succès et à cause d'un horaire trop chargé, il congédie Stewie peu de temps avant son apparition dans un talk-show qui finit par un véritable fiasco après que Brian ait avoué en onde que son roman a seulement été fait en un jour, et sa carrière d'auteur se termine en queue de poisson. De retour à la réalité, Brian revoit Stewie et s'excuse pour son attitude, ils redeviennent à nouveau des amis. |            |                                                              |                                    |                 |                                               |                         |                                                                    |                 |          |
| 154 | 7          | En route pour le Pôle Nord En Route vers le Pôle Nord        | Road to the North Pole             | Greg Colton     | Chris Sheridan et Danny Smith                 | 12 décembre 2010        | 24 septembre 2015 (Partie 1) 28 septembre 2015 (Partie 2) Inconnue | 8ACX08 / 8ACX09 | 8,03     |
| Stewie et Brian vont partir au Pôle Nord pour essayer de tuer le Père Noël. La chanson ‘’Chrismas Time for Killing Us’’ de ‘’Family Guy’’ a été nominée pour un Grammy Award pour plusieurs raisons qui soulignent son impact artistique et culturel: 1. Originalité et humour La chanson allie des éléments de la musique de Noël traditionnelle à un humour noir typique de la série. Cette combinaison audacieuse offre une critique satirique des conventions de la saison des fêtes, en mélangeant des thèmes joyeux avec des éléments sombres et décalés. 2. Performance et production Les performances vocales ainsi que la production musicale de la chanson sont remarquables. Les artistes impliqués ont su capturer l’essence de l’esprit festif tout en intégrant des éléments comiques. Le style musical est également bien exécuté,renforçant ainsi l’impact de la chanson. 3. Critique de réception La chanson a été bien reçue par la critique, tant pour son ingéniosité que pour sa capacité à divertir tout en proposant un commentaire social. L’originalité du contenu a contribué à sa reconnaissance dans l’industrie musicale, ce qui a été significatif pour une œuvre provenant d’une série animée. 4. Pertinence culturelle ‘’Family Guy’’ est connu pour ses commentaires sur la culture populaire, et cette chanson ne fait pas exception. Elle interroge les traditions de Noël et la perception que les gens ont de cette période de l’année, résonnant ainsi avec un large public qui peut s’identifier aux ironies de la saison festive. Conclusion La nomination des Griffin pour un Grammy Award avec ‘’Christmas Time for killing Us’’ témoigne de la capacité de ‘’Family Guy’’ à créer des œuvres qui dépassent les frontières de la simple animation, en livrant des morceaux musicaux qui sont à la fois mémorables et significatifs dans le panorama culturel actuel. Cette chanson illustre parfaitement comment l’humour et la critique sociale peuvent se marier pour offrir une expérience artistique unique. |            |                                                              |                                    |                 |                                               |                         |                                                                    |                 |          |
| 155 | 8          | Un rein vaut mieux que deux tu l'auras Rein pour deux        | New Kidney in Town                 | Pete Michels    | Matt Harrigan et Dave Willis                  | 9 janvier 2011          | 29 septembre 2015 Inconnue                                         | 8ACX10          | 9,33     |
| Peter nécrose accidentellement ses reins en voulant fabriquer lui-même son propre RedBull. Et à l'hôpital, le docteur Hartman constate que Brian peut lui greffer ses reins. Le président Barack Obama va visiter l'école et Chris est chargé de préparer un discours sur lui. Brian refuse que Stewie soit au courant de sa greffe, mais celui-ci découvre tout. Meg écrit le discours de Chris, mais il triomphe sans la citer. Finalement, le docteur Hartman accepte de lui greffer un de ses reins à Peter étant donné qu'il est compatible et Meg et Chris présentent leur discours ensemble. |            |                                                              |                                    |                 |                                               |                         |                                                                    |                 |          |
| 156 | 9          | Joyce Kinney Votre présentatrice Joyce Kinney                | And I'm Joyce Kinney               | Dominic Bianchi | Alec Sulkin                                   | 16 janvier 2011         | 30 septembre 2015 Inconnue                                         | 8ACX12          | 7,06     |
| Lois se lie d'amitié avec Joyce Kinney et lui confesse, alors qu'elle est ivre, qu'elle a joué autrefois dans un film porno. Le lendemain, Joyce trahit Lois en dévoilant à la télévision le vice caché de cette dernière, et toute la ville la couvre de honte. Apprenant que Joyce a été une de ses anciennes camarades d'école dans laquelle elle a été humiliée, la rendant rancunière pendant des années. Aidée par sa famille, Lois fait renverser la vapeur aux citoyens de Quahog en dévoilant le contenu du film qu'elle a joué, elle passe de honteuse à glorieuse. |            |                                                              |                                    |                 |                                               |                         |                                                                    |                 |          |
| 157 | 10         | Les amis de Peter G                                          | Friends of Peter G                 | John Holmquist  | Brian Scully                                  | 13 février 2011         | 1er octobre 2015 Inconnue                                          | 8ACX13          | 5,98     |
| Peter et Brian se rendent au cinéma et provoquent un accident, alors qu'ils se murgeaient en attendant le film. Ils sont forcés de participer à un séminaire portant sur les dangers de l'alcool, mais réussissent à persuader le meneur de provoquer une beuverie, et à tromper Joe qui les surveillait. Peter, victime de son ivrognerie, rencontre la Mort qui lui explique que s'il continue à boire, il battra sa famille à coup de brûlures de cigarettes et couchera avec Angela à son travail. Peter veut alors voir ce qui se serait passé s'il n'avait jamais pris d'alcool. Il découvre qu'il serait au fond, un parfait blaireau qui aurait d'autres amis que Joe et Quagmire, qu'il trouverait idiots. Convaincu, Peter décide de limiter l'alcool. |            |                                                              |                                    |                 |                                               |                         |                                                                    |                 |          |
| 158 | 11         | À la guerre comme à la glaire Le papi d'Allemagne            | The German Guy                     | Cyndi Tang      | Patrick Meighan                               | 20 février 2011         | 1er octobre 2015 Inconnue                                          | 8ACX14          | 6,56     |
| Chris se sent seul et décide de se trouver un hobby. Peter tente de l'aider, sans succès. C'est alors que Chris rencontre un vieil homme Franz, marionnettiste. Alors que les deux passent du bon temps ensemble, Herbert vient dire à Chris que Franz est un nazi, mais il refuse de l'écouter. Plus tard, Chris et Peter sont retenus en otage par Franz. Chris a la possibilité de sauver son père, mais il lui tire dessus car ce dernier ne se souvient pas quand il est né. Finalement, Herbert vient les sauver en livrant un long combat assez lent. |            |                                                              |                                    |                 |                                               |                         |                                                                    |                 |          |
| 159 | 12         | La main sur le fauteuil La main qui berce la chaise roulante | The Hand That Rocks the Wheelchair | Brian Iles      | Tom Devanney                                  | 6 mars 2011             | 5 octobre 2015 Inconnue                                            | 8ACX11          | 6,33     |
| Bonnie s'absente et charge Lois de garder Susie et Joe. Cette dernière préfère confier la tâche à Meg. Stewie, lui, se rend compte qu'il devient trop gentil et crée un clone de lui-même qui s'avère beaucoup plus méchant que lui et manque d'étouffer Brian. Meg se rapproche de plus en plus de Joe et en tombe amoureuse, mais Peter et Lois lui rient au nez lorsque Joe leur explique le problème. Stewie vole au secours de Brian et essaie de tuer son clone. Finalement, Brian tue un des deux Stewie, tandis que Meg entreprend de s'auto-handicaper pour se rapprocher de Joe qui lui fait prendre conscience de sa chance. Brian rentre ensuite à la maison avec Stewie. |            |                                                              |                                    |                 |                                               |                         |                                                                    |                 |          |
| 160 | 13         | Chris cardiaque Échange de rôles                             | Trading Places                     | Joseph Lee      | Steve Callaghan                               | 20 mars 2011            | 6 octobre 2015 Inconnue                                            | 8ACX17          | 6,55     |
| Peter remporte un concours de "laissez vos mains sur la moto" et gagne une moto, mais Chris et Meg la détruisent. Ils décident ensuite d'échanger leurs places avec leurs parents, pensant que la vie d'adulte est plus facile que celle d'enfant. Alors que Peter et Lois redécouvrent les joies de l'adolescence, Stewie propose d'échanger sa place avec Brian, mais il refuse. Chris, lui, est le seul à vouloir continuer l'expérience, car il a obtenu une promotion, ce qui fait perdre à Peter son emploi. Mais lorsqu'il subit un burn-out dû à ses heures intensives de travail, il se rend compte qu'être enfant est tout de même plus simple qu'être adulte. |            |                                                              |                                    |                 |                                               |                         |                                                                    |                 |          |
| 161 | 14         | Triangle amoureux Tiegs pour deux                            | Tiegs for Two                      | Jerry Langford  | John Viener                                   | 10 avril 2011           | 7 octobre 2015 Inconnue                                            | 8ACX16          | 6,59     |
| Quand le chef du magasin de nettoyage à sec perd la chemise préférée de Peter, il pique une crise et se retrouve en prison. Brian le libère et rencontre une jeune femme au poste de police qui s'appelle Denise. Sa relation avec Denise fut brève et Brian en peine d'amour décide d'aller suivre un cours de conquêtes amoureuses qui est enseigné par son grand rival: Quagmire. Sa tentative de reprendre sa liaison avec Denise est un échec et Brian se venge de Quagmire en lui piquant la femme de ses rêves: Sheryl. Sorti au restaurant avec Sheryl, Brian revoit Jillian, son ancienne flamme en compagnie de Quagmire (qui a utilisé le même stratagème que Brian), ce qui finit par une bagarre entre les deux ennemis jurés devant leurs copines qui les plaquent. Brian et Quagmire sont à nouveau célibataires et leur tentative de réconciliation échoue quand Quagmire renverse volontairement Brian avec sa voiture devant le restaurant. |            |                                                              |                                    |                 |                                               |                         |                                                                    |                 |          |
| 162 | 15         | Coup de foudre à Quahog Frères et sœurs                      | Brothers & Sisters                 | Julius Wu       | Alex Carter                                   | 17 avril 2011           | 8 octobre 2015 Inconnue                                            | 8ACX15          | 5,98     |
| La sœur de Lois va épouser le maire Adam West, et habite provisoirement chez les Griffin. Stewie cède sa chambre au couple et va s'installer dans celle de Chris. Peter lui se lie vite d'amitié avec son nouveau beau-frère qui est autre que le maire West. Lois n'accepte pas la décision de Carol et la persuade de rompre. Mais Adam West émigre en Alaska et devient un esquimau.Peter, lui, est enragé que son beau-frère soit parti par la faute de Lois. Ils réussissent néanmoins à gruger Quagmire afin que West puisse épouser Carol. |            |                                                              |                                    |                 |                                               |                         |                                                                    |                 |          |
| 163 | 16         | Le Big Bang de Stewie La théorie du Big-Bang                 | The Big-Bang Theory                | Dominic Polcino | David A. Goodman                              | 8 mai 2011              | 9 octobre 2015 Inconnue                                            | 8ACX18          | 6,52     |
| Stewie et Brian voyagent dans le temps afin que Bertram, le demi-frère jaloux de Stewie ne tue pas Léonard de Vinci qui est d'ailleurs son ancêtre. Stewie tue finalement son demi-frère. |            |                                                              |                                    |                 |                                               |                         |                                                                    |                 |          |
| 164 | 17         | Les liaisons scabreuses Affaires étrangères                  | Foreign Affairs                    | Pete Michels    | Anthony Blasucci et Mike Desilets             | 15 mai 2011             | 12 octobre 2015 Inconnue                                           | 8ACX19          | 6,55     |
| Bonnie et Lois partent à Paris. Peter découvre que l'école a une épidémie de grippe. Bonnie flirte avec François, un paraplégique. Peter décide de donner des cours particuliers à Meg et à Chris, mais il leur apprend n'importe quoi. Lois invite Joe à Paris et ce dernier réussit à marcher (avec l'aide de Quagmire) pour regagner l'amour de sa femme. Peter réinscrit finalement ses enfants à l'école, et Chris se sert d'une de ses leçons pour impressionner son professeur. |            |                                                              |                                    |                 |                                               |                         |                                                                    |                 |          |
| 165 | 18         | C'est un piège!                                              | It's a Trap!                       | Peter Shin      | Cherry Chevapravatdumrong et David A. Goodman | 22 mai 2011             | 15 décembre 2015 (Partie 1) et (Partie 2) Inconnue                 | 7ACX21 / 7ACX22 | 5,84     |
| Peter raconte la sixième histoire de Star Wars, épisode VI : Le Retour du Jedi. |            |                                                              |                                    |                 |                                               |                         |                                                                    |                 |          |